# Ossenreyerstraße 13 (Stralsund)
Das Haus mit der postalischen Adresse Ossenreyerstraße 13 ist ein unter Denkmalschutz stehendes Gebäude in der Ossenreyerstraße in Stralsund.

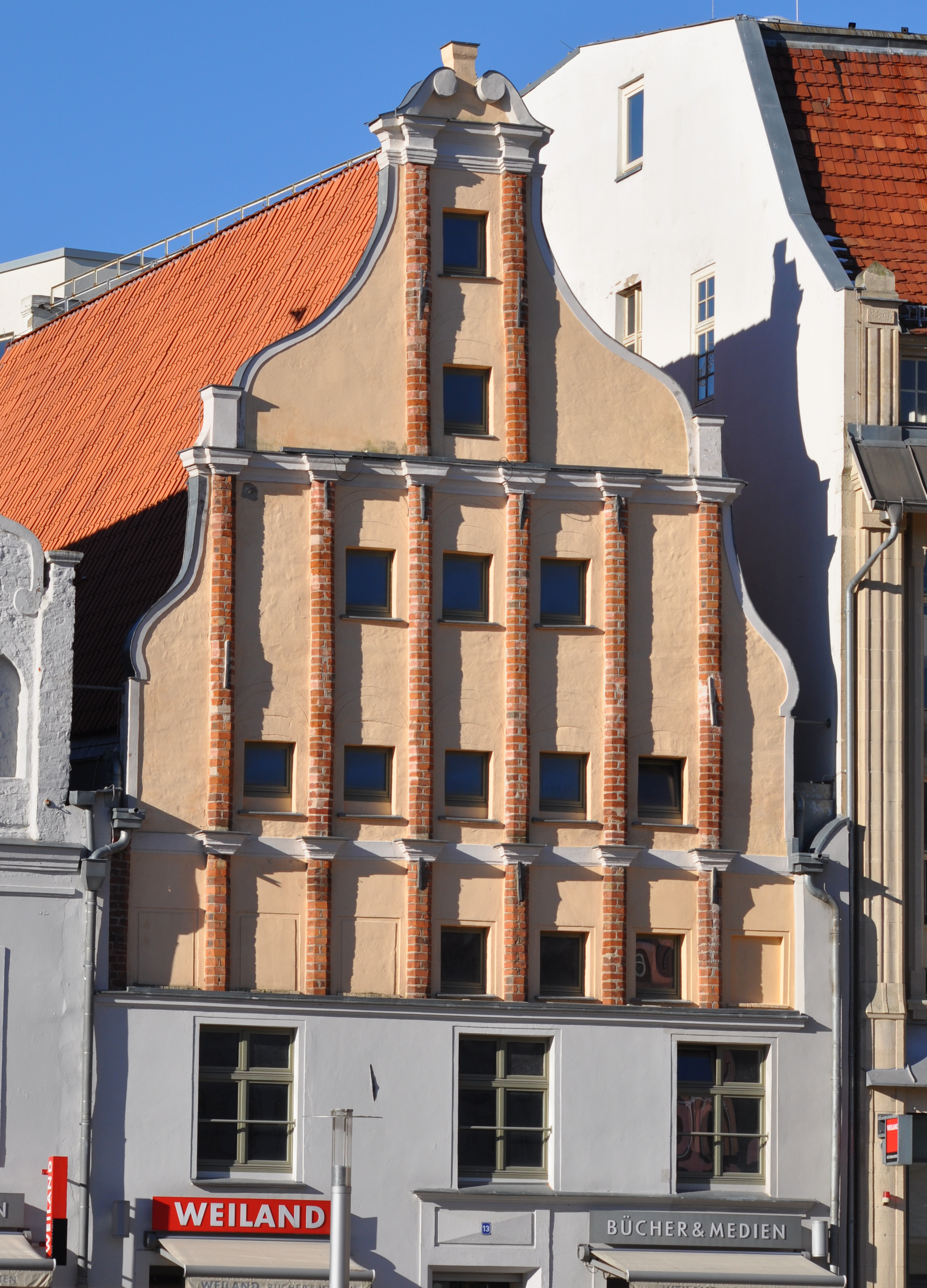
Der Giebel des Hauses Ossenreyerstraße 13 in Stralsund (2011)

Bei dem heute dreigeschossigen und dreiachsigen, verputzten Giebelhaus handelt es sich ursprünglich um ein Dielenhaus, das um die Mitte des 17. Jahrhunderts umgestaltet wurde und dabei unter anderem den noch heute zu sehenden Giebel erhielt.
Sechs schlanke, in Backstein ausgeführte Pfeilervorlagen sind bis auf das zweite Obergeschoss heruntergezogen. Sie werden durch zwei Gesimse überschnitten; die Schnittstellen sind kapitellartig überformt. Den abgestuften Schweifgiebel krönt ein gesprengter Aufsatz.
Das Haus liegt im Kerngebiet des von der UNESCO als Weltkulturerbe anerkannten Stadtgebietes des Kulturgutes „Historische Altstädte Stralsund und Wismar“. In die Liste der Baudenkmale in Stralsund ist es mit der Nummer 623 eingetragen.